# Usar y tirar (álbum)
Usar y tirar es el tercer álbum de estudio del grupo español de rock M Clan. Fue grabado entre Burdeos y Madrid, y contó con la producción de Alejo Stivel. 
En 1999 se les unió el exmiembro de Tequila, Alejo Stivel, en las tareas de producción. Además, Íñigo Uribe fue sustituido por Luis Prado en los teclados. Ya con Alejo Stivel sacaron su nuevo disco, con el que consiguieron ser disco de platino. Su canción más escuchada fue Llamando a la Tierra, versión del tema "Serenade" de Steve Miller Band. 
Aprovecharon el lanzamiento para estrenar un nuevo logotipo. Los sencillos de M Clan pertenecientes a este álbum son "Chilaba y cachimba", "Llamando a la Tierra", "No quiero verte" y "Quédate a dormir".

## Lista de temas
1. "Chilaba y cachimba" - (4:25)
2. "Llamando a la Tierra" - (4:11)
3. "Quédate a dormir" - (4:46)
4. "No quiero verte" - (3:57)
5. "La calma" - (4:48)
6. "No tan bueno" - (4:27)
7. "Eres funky" - (3:37)
8. "Usar y tirar" - (4:02)
9. "Mujer norteña" - (3:54)
10. "Setenta y nueve" - (3:20)
11. "Despierta" - (3:47)
12. "39 grados" - (4:07)
13. "Serenade" - (4:12)

## Componentes de M Clan
Para este álbum, la composición del grupo era la siguiente:
- Carlos Tarque: voz.
- Ricardo Ruipérez: guitarra.
- Santiago Campillo: guitarra.
- Juan Antonio Otero: batería.
- Pascual Saura: bajo.

Colaboraciones
Manolo del Campo, Rodney d'Assis, Mavi Díaz, Sara Íñiguez, Josu García, Alejo Stivel, Adrian Schinoff, Cope Gutiérrez, Belén Guerra.